# 韋爾希夫
50°23′10″N 26°18′47″E / 50.38611°N 26.31306°E
韋爾希夫（烏克蘭語：Верхів），是烏克蘭西北部的村莊，隸屬里夫內州的里夫內區。該村始建於1545年，面積2.14平方公里，海拔高度234米，2001年人口537，人口密度每平方公里251.2人。